# Shathah
Shathah (tiếng Ả Rập: شطحة التحتا, šaṭḥat at-taḥta) là một thị trấn ở phía tây bắc Syria, một phần hành chính của Tỉnh Hama, nằm về phía tây bắc của Hama. Các địa phương lân cận bao gồm Slinfah ở phía tây bắc, Nabl al-Khatib và Farikah ở phía bắc, al-Huwash ở phía đông bắc, Huwayjat al-Sallah ở phía đông nam, Inab ở phía nam và Ayn al-Tineh ở phía tây.
Theo Cục Thống kê Trung ương Syria (CBS), Shathah có dân số 8.076 trong cuộc điều tra dân số năm 2004. Đây là trung tâm hành chính và thị trấn lớn nhất của Shathah Subdistrict, bao gồm 12 địa phương với dân số tập thể 25.273 vào năm 2004. Cư dân của nó chủ yếu là Alawites.